# 1215
Високе Середньовіччя •  Золота доба ісламу •  Реконкіста •  Хрестові походи •  Київська Русь

## Геополітична ситуація
Візантійська імперія розпалася на декілька держав. Оттон IV є імператором Священної Римської імперії (до 1218), а Фрідріх II — королем Німеччини. Філіп II Август править у Франції (до 1223).
Апеннінський півострів розділений: північ належить Священній Римській імперії, середню частину займає Папська область, більша частина півдня належить Сицилійському королівству. Деякі міста півночі: Венеція, Піза, Генуя тощо, мають статус міст-республік, частина з яких об'єднана Ломбардською лігою.
Південь Піренейського півострова в руках у маврів. Північну частину півострова займають християнські Кастилія, Леон (Астурія, Галісія), Наварра, Арагонське королівство (Арагон, Барселона) та Португалія. Іоанн Безземельний є королем Англії (до 1216), а королем Данії — Вальдемар II (до 1241).
У Києві княжить Мстислав Романович Старий (до 1223), у Галичі — Коломан Галицький, у Володимирі-на-Клязмі ведуть боротьбу за престол сини Всеволода Великого Гнізда. Новгородська республіка та Володимиро-Суздальське князівство фактично відокремилися від Русі. У Польщі період роздробленості. На чолі королівства Угорщина стоїть Андраш II (до 1235).
В Єгипті, Сирії та Палестині править династія Аюбідів, невеликі території на Близькому Сході утримують хрестоносці. У Магрибі панують Альмохади. Сельджуки окупували Малу Азію. Хорезм став наймогутнішою державою Середньої Азії, а Делійський султанат — Північної Індії. Чингісхан розпочав свої завоювання. У Китаї співіснують частково підкорені монголами держава чжурчженів, де править династія Цзінь, й держава тангутів Західна Ся та держава ханців, де править династія Сун. На півдні Індії домінує Чола. В Японії триває період Камакура.

## Події
- Угорський правитель Галича Коломан отримав титул короля.
- 15 червня під натиском повсталої проти нього аристократії, англійський король Іоанн Безземельний скріпив своєю печаткою Велику хартію вольностей (Magna Carta), 63 статті якої гарантували права і привілеї феодальної знаті, надання свободи дій церкві і зобов'язували короля дотримуватися державних законів. Велика хартія заклала основи розвитку демократичних інститутів Королівства Англія на багато сторіч наперед.
- Іоанн Безземельний відмовився від Великої хартії вольностей, що призвело до Першої баронської війни. Бунтівні барони захопили Лондон.
- На північні англійські землі напали війська шотландського короля Александра II.
- 11 листопада у Римі під головуванням папи Іннокентія III скликано найбільший церковний собор середньовіччя — IV Латеранський вселенський собор.
- Засновано Орден домініканців.
- Чингісхан захопив і розграбував Пекін.

## Померли
- 2 липня — Ейсай, японський буддистський монах, засновник секти Ріндзай-сю, популяризатор культури чаю в Японії.
- Бертран де Борн (Bertran de Born; *1140 — †1215) — один з найвідоміших поетів середньовічного Провансу.